# Iilaste
Koordinaten: 58° 18′ N, 22° 48′ O
Iilaste ist ein Dorf (estnisch küla) auf der größten estnischen Insel Saaremaa. Es gehört zur Landgemeinde Saaremaa (bis 2017: Landgemeinde Pihtla) im Kreis Saare.
Das Dorf hat acht Einwohner (Stand 31. Dezember 2011).